# Fred Brown
Fred Brown, detto Downtown (Milwaukee, 7 agosto 1948), è un ex cestista statunitense, professionista nella NBA.

## Carriera
Venne selezionato dai Seattle SuperSonics al primo giro del Draft NBA 1971 (6ª scelta assoluta).

## Statistiche
| † | Denota una stagione in cui ha vinto il titolo NBA |
| * | Primo nella lega                                  |
| * | Record                                            |

### NBA

#### Regular Season
| Anno       | Squadra          | PG  | PT | MP   | TC%  | 3P%   | TL%  | RP  | AP  | PRP | SP  | PP   |
| ---------- | ---------------- | --- | -- | ---- | ---- | ----- | ---- | --- | --- | --- | --- | ---- |
| 1971-1972  | Seattle S.Sonics | 33  | -  | 10,9 | 32,8 | -     | 75,9 | 1,1 | 1,8 | -   | -   | 4,2  |
| 1972-1973  | Seattle S.Sonics | 79  | -  | 29,4 | 45,5 | -     | 81,8 | 4,0 | 5,5 | -   | -   | 13,5 |
| 1973-1974  | Seattle S.Sonics | 82* | -  | 30,5 | 47,1 | -     | 86,3 | 4,9 | 5,0 | 1,7 | 0,2 | 16,5 |
| 1974-1975  | Seattle S.Sonics | 81  | -  | 33,0 | 48,0 | -     | 83,1 | 4,2 | 3,5 | 2,3 | 0,2 | 21,0 |
| 1975-1976  | Seattle S.Sonics | 76  | -  | 33,1 | 48,8 | -     | 86,9 | 4,2 | 2,7 | 1,9 | 0,2 | 23,1 |
| 1976-1977  | Seattle S.Sonics | 72  | -  | 29,1 | 47,9 | -     | 88,4 | 3,2 | 2,4 | 1,7 | 0,3 | 17,2 |
| 1977-1978  | Seattle S.Sonics | 72  | -  | 27,3 | 48,8 | -     | 89,8 | 2,6 | 3,3 | 1,5 | 0,3 | 16,6 |
| 1978-1979† | Seattle S.Sonics | 77  | -  | 25,5 | 46,9 | -     | 88,8 | 2,2 | 3,4 | 1,5 | 0,3 | 14,0 |
| 1979-1980  | Seattle S.Sonics | 80  | -  | 21,3 | 47,9 | 44,3* | 83,7 | 1,9 | 2,2 | 0,8 | 0,2 | 12,0 |
| 1980-1981  | Seattle S.Sonics | 78  | -  | 25,5 | 48,8 | 35,9  | 83,2 | 2,2 | 3,0 | 1,1 | 0,2 | 15,5 |
| 1981-1982  | Seattle S.Sonics | 82  | 2  | 21,8 | 45,5 | 32,5  | 86,0 | 1,7 | 2,9 | 0,8 | 0,0 | 11,2 |
| 1982-1983  | Seattle S.Sonics | 80  | 1  | 17,9 | 52,0 | 43,8  | 80,6 | 1,2 | 3,0 | 0,7 | 0,2 | 10,2 |
| 1983-1984  | Seattle S.Sonics | 71  | 1  | 15,9 | 51,0 | 26,5  | 89,5 | 0,9 | 2,7 | 0,7 | 0,0 | 8,5  |
| Carriera   | Carriera         | 963 | 4  | 25,4 | 47,8 | -     | 85,8 | 2,7 | 3,3 | 1,4 | 0,2 | 14,6 |

#### Playoffs
| Anno     | Squadra          | PG | PT | MP   | TC%  | 3P%  | TL%  | RP  | AP  | PRP | SP  | PP   |
| -------- | ---------------- | -- | -- | ---- | ---- | ---- | ---- | --- | --- | --- | --- | ---- |
| 1975     | Seattle S.Sonics | 8  | -  | 30,0 | 49,6 | -    | 84,4 | 4,5 | 2,9 | 2,1 | 0,1 | 20,6 |
| 1976     | Seattle S.Sonics | 6  | -  | 39,3 | 51,1 | -    | 79,5 | 4,7 | 2,8 | 2,2 | 0,0 | 28,5 |
| 1978     | Seattle S.Sonics | 22 | -  | 26,1 | 44,9 | -    | 83,3 | 2,1 | 2,4 | 1,0 | 0,1 | 17,3 |
| 1979†    | Seattle S.Sonics | 17 | -  | 15,3 | 45,1 | -    | 82,4 | 1,3 | 2,1 | 0,5 | 0,2 | 8,4  |
| 1980     | Seattle S.Sonics | 15 | -  | 20,9 | 44,0 | 29,4 | 85,7 | 2,5 | 2,1 | 0,1 | 0,1 | 12,5 |
| 1982     | Seattle S.Sonics | 8  | -  | 19,8 | 48,3 | 40,0 | 70,0 | 1,9 | 2,3 | 0,6 | 0,0 | 11,9 |
| 1983     | Seattle S.Sonics | 2  | -  | 15,0 | 22,2 | -    | 100  | 1,5 | 2,5 | 0,5 | 0,0 | 3,0  |
| 1984     | Seattle S.Sonics | 5  | -  | 17,6 | 42,6 | 33,3 | 72,7 | 1,4 | 2,0 | 0,8 | 0,0 | 9,8  |
| Carriera | Carriera         | 83 | -  | 22,9 | 46,1 | -    | 81,9 | 2,4 | 2,3 | 0,9 | 0,1 | 14,4 |

## Palmarès
- NCAA AP All-America Third Team (1971)
- Campionato NBA: 1

Seattle Supersonics: 1979
- NBA All-Star (1976)
- Miglior tiratore da tre punti NBA (1980)